# 鹿骨新橋
鹿骨新橋（ししぼねしんばし）は、新中川に架かる橋のひとつで、東岸の東京都江戸川区鹿骨（ししぼね）六丁目と西岸の松本二丁目を結ぶ。
橋名は、区民へ公募の上、1600通におよぶ応募の中から「鹿骨新橋」と名づけられた。

## 歴史
江戸川区内の東西を通る東京都都市計画道路補助第288号線の橋梁で、江戸川区新中川橋梁整備の第四弾として、1995年（平成7年）12月に道路の築造と共に新設、架橋された。
補助第288号線の象徴となる都市計画道路橋でもある。

## 諸元
- 橋長 – 119.3 m
- 形式 – 3径間連続非合成箱桁橋
- 最大支間長 – 49.7 m
- 鋼重 – 527 t
- 幅員 – 18.0 m（車道：9.0 m　歩道：4.5 m×2）
- 橋格 – 一等橋（TL-20）
- 道路規格 – 4種2級
- 工事費 – 16億4千万円
- 着工 – 1992年（平成4年）
- 竣工 – 1995年（平成7年）[1]
- 工事主体 – 江戸川区
- 橋梁設計 –
- 橋桁製作･施工 – 川田工業株式会社

## 工法
中央径間は、潮の干満を利用して台船に桁を乗せ、架設した。この工法により、工期短縮と水面利用者への影響を最大限に抑えることができた。

## 整備方針
「水と橋の公園」をテーマに中流域の利用拠点とし高水敷を含め水辺と一体となった整備が行われ、近接する鹿本橋、また、橋梁間の水辺構想（水上バス発着所等）との相乗効果をねらい、親水空間と橋梁空間が一体となるよう整備される。

## デザイン・景観
高水敷からの眺めを意識しスレンダーで軽快な橋として、また、親しみやすい公園橋としてのイメージを、花と緑をモチーフに演出されている。
水面に張り出した4ヵ所のバルコニーは橋の象徴であり、水辺との距離を近づけることにより橋上公園のようにもみえる。

## 特色
ただ川を渡るためだけではなく、広い歩道と水面近くまで張り出したバルコニーや彫刻により、人々が集い憩えるコミュニティの場にもなっている。
小学校に近く、子供達が集う「鹿骨新橋」の象徴である4ヵ所のバルコニーには、次代を担う子供像（彫刻）が設置されている。「愛」「平和」「未来」「勇気」を表現された子供像は「次世代は私たちに任せておいて」と力強く語りかけているという。

## 路線バス
鹿骨新橋は路線バスが通り、かつては近接の鹿本橋を通っていたが、都市計画道路補助第288号線の一部が開通したことにより、バスルートを鹿骨新橋経由に変更された。
- 京成バス江戸川営業所（新小71系統：鹿骨線）

## 周辺
- 江戸川区立鹿骨小学校
- 江戸川区立松本小学校
- 松本幼稚園
- 環七通り

## 隣の橋
- 新中川

（上流） - 小岩大橋 - 松本橋 - 鹿骨新橋 - 鹿本橋 - 大杉橋 - （下流）